# Saundra Santiago
Saundra Santiago (Bronx, 13 aprile 1957) è un'attrice statunitense, nota al grande pubblico per aver interpretato Gina Navarro Calabrese nella serie televisiva Miami Vice e Carmen Santos nella soap opera Sentieri.

## Biografia
Figlia di padre cubano e madre portoricana, è cresciuta nel South Bronx, New York City frequentando la Our Lady of Victory Grammar School. A 13 anni si è trasferita con la famiglia a Homestead, in Florida.
Diplomatasi alla South Dade Senior High School, si è laureata in psicologia all'Università di Miami, interessandosi nel contempo alla recitazione. Ha proseguito gli studi in teatro e arte presso la Southern Methodist University, conseguendo infine un Master in Belle Arti. Si è unita poi alla compagnia del teatro estivo regionale di Timber Lake Playhouse, Mount Carroll, Illinois, interpretando molti ruoli tra cui Maria in West Side Story nella stagione 1980.

### Carriera
Nel 1984 ha fatto il suo debutto sul grande schermo apparendo nel film Beat Street, più tardi quell'anno ha iniziato a recitare nella serie poliziesca Miami Vice, interpretando il ruolo della detective Gina Calabrese al fianco di Don Johnson. La serie è durata cinque stagioni. Negli anni '90, Santiago è apparsa in numerosi film per la televisione, tra cui Cosby indaga (1994) e To Sir, with Love II (1996) con Sidney Poitier.
Nel 1999 è entrata a far parte del cast della soap opera Sentieri nel ruolo di Carmen Santos per il quale è stata candidata all'Emmy Award nel 2002. Ha avuto il ruolo ricorrente di Jeannie Cusamano e della gemella Joan ne I Soprano dal 1999 al 2007.
Nel 2004 si è unita al cast di Una vita da vivere nel ruolo di Isabella Santi/Angelina Parades. per tornare poi nel 2009 col ruolo di Carlotta Vega fino al 2011. Santiago ha anche recitato in Person of Interest, True Detective, Gotham, Blue Bloods, e Madam Secretary.

## Vita privata
Nel 1994 conosce il musicista jazz Roger Squitero per poi sposarlo nel 1999.

## Filmografia

### Cinema
- The End of August, regia di Bob Graham (1981)
- Beat Street, regia di Stan Lathan (1984)
- Carlito's Way, regia di Brian De Palma (1993) - non accreditata
- Nick and Jane, regia di Richard Mauro (1997)
- Hi-Life, regia di Roger Hedden (1998)
- Garmento, regia di Michele Maher (2002)
- The Promise, regia di Maria Norman - cortometraggio (2006)
- Bruja, regia di Andres Peyrot - cortometraggio (2009)
- The House That Jack Built, regia di Henry Barrial (2013)
- Rare Objects, regia di Katie Holmes (2023)
- Don Q, regia di Claudio Bellante (2023)

### Televisione
- ¿Qué pasa, U.S.A.? – serie TV, episodio 3x08 (1979)
- Miami Vice – serie TV, 111 episodi (1984-1989)
- ABC Afterschool Specials – serie TV, episodio 20x04 (1992)
- Istinto omicida (With Hostile Intent), regia di Paul Schneider – film TV (1993)
- The Cosby Mysteries, regia di Jerry London – film TV (1994)
- New York Undercover – serie TV, episodio 1x23 (1995)
- Deadline for Murder: From the Files of Edna Buchanan, regia di Joyce Chopra – film TV (1995)
- To Sir, with Love II, regia di Peter Bogdanovich – film TV (1996)

| Anno      | Titolo             | Ruolo                | Note                                           |
| --------- | ------------------ | -------------------- | ---------------------------------------------- |
| 1992      | Law & Order        | Sandra Alvaro        | Episodio: "Prince of Darkness"                 |
| 1999–2002 | Sentieri           | Carmen Santos        | 25 episodi                                     |
| 1999–2007 | I Soprano          | Jean e Joan Cusamano | 5 episodi                                      |
| 2004      | Law & Order        | Mariela Silva        | Episodio: "Veteran's Day"                      |
| 2007      | Damages            | Karen Gonzales       | Personaggio ricorrente, prima stagione         |
| 2008      | Cashmere Mafia     | Dr. Jane             | Episodio: "Yours, Mine and Hers"               |
| 2009      | The Unusuals       | Melanie Trumble      | Episodio: "Crime Slut"                         |
| 2009–11   | Una vita da vivere | Carlotta Vega        | 13 episodi                                     |
| 2011      | Person of Interest | Patti D'Agostino     | Episodio: "Witness"                            |
| 2013      | Meddling Mom       | Valeria              | Film TV                                        |
| 2014      | Gang Related       | Marciela Acosta      | Personaggio ricorrente                         |
| 2015      | The Following      | Mrs. Miller          | Episodio: "New Blood"                          |
| 2015      | True Detective     | Irma                 | Episodio: "Other Lives"                        |
| 2015      | Gotham             | Janice Caulfield     | Episodio: "Rise of the Villains: Strike Force" |
| 2016      | Blue Bloods        | Carmen Baez          | Episodio: "Stomping Grounds"                   |
| 2017      | Snowfall           | Mariela              | Episodio: "The Rubicon"                        |
| 2017      | Madam Secretary    | Margarita Garcia     | Episodio: "Women Transform the World"          |
| 2020      | Hightown           | Beatriz              | Episodio: "B.F.O."                             |
| 2021      | Sand Dollar Cove   | Anna Walters         | Film TV                                        |

## Doppiatrici italiane
Nelle versioni in italiano delle opere in cui ha recitato, Elisa Donovan è stata doppiata da:
- Laura Boccanera in Damages
- Alessandra Korompay in Person of Interest